# Valle del Panjshir
La valle del Panjshir (traslitterata anche con Panshir, Panjsheer dagli anglofoni, o Panjsher; in lingua persiana دره پنجشير - Dara-ye Panjšēr; letteralmente Vallata dei Cinque Leoni) si trova nel settore centro-settentrionale dell'Afghanistan, 150 km a nord di Kabul, presso le montagne dell'Hindu Kush. È attraversata dal fiume Panjshir e domina la provincia del Panjshir, creata nell'aprile 2004 dallo scorporo di distretti settentrionali della provincia di Parvan. Nella valle vi sono circa 300 000 abitanti, la maggior parte dei quali appartengono all'etnia afghano-tagika.

## Geografia
È la valle del fiume Panjshir, che nasce sulle pendici meridionali delle montagne dell'Hindu Kush nei pressi del passo Khawak. Il fiume scorre da nord-est verso sud-ovest tra le ripide montagne delle sub-catene del Panjshir a nord e del Kuhestan a sud, le cui cime sono perennemente innevate. La valle è stretta e le aree coltivabili sono limitate. È difficilmente accessibile, quando si arriva da Kabul vi è un solo importante punto di entrata e uscita e si deve passare per una stretta e profonda gola che garantisce alla valle un'ottima protezione dal punto di vista militare. Assume particolare importanza dal punto di vista della strategia militare anche perché sbocca nella pianura nei pressi della strada di Salang, la principale arteria di collegamento tra Kabul e il nord del Paese.

## Origini del nome
Il nome Panjshir in persiano significa letteralmente "Cinque Leoni" e potrebbe essere riferito a cinque picchi montuosi che sovrastano la valle.

## Storia
La maggioranza etnica è costituita da tajiki e si convertì all'islam sunnita attorno al XVI secolo. Gli abitanti della valle hanno spesso goduto di indipendenza e autonomia e, nonostante riconoscessero l'autorità dell'emiro dell'Afghanistan, raramente pagavano tasse al governo di Kabul. Fu solo verso la fine del XIX secolo, al tempo dell'emiro Abdur Rahman Khan, che il governo centrale fece valere il proprio potere sulla regione.

### Resistenza contro l'Unione Sovietica e i governi filo-sovietici

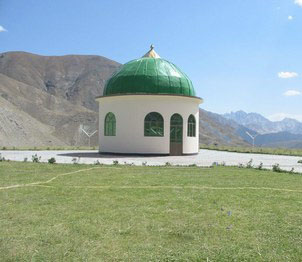
La prima tomba di Ahmad Shah Mas'ud nella valle del Panjshir.

Grazie alla sua inaccessibilità, la valle è stata a lungo un centro di resistenza ai governi centrali afghani e alle potenze straniere che miravano a imporre la propria politica in questa regione. Nel 1975 il Panjshir fu teatro di un tentativo insurrezionale di alcuni attivisti islamici guidati dallo studente Ahmad Shah Mas'ud contro il governo di Mohammed Daud Khan, ma ancor prima dell'arrivo delle truppe governative incaricate di reprimere la rivolta, l'ostilità della popolazione locale mise in fuga i ribelli. Mas'ud avrebbe avuto maggior successo quando usò la vallata come base dei suoi mujaheddin nel periodo 1979–1989 durante l'invasione sovietica dell'Afghanistan. Fu uno dei principali centri di resistenza contro il governo di Mohammad Najibullah e le forze militari sovietiche. Fu in questo periodo che Mas'ud si guadagnò il soprannome di Leone del Panjshir. La sua tattica consisteva nel lasciar inoltrare nella valle le forze nemiche e infliggere loro pesanti perdite aprendo il fuoco dalle postazioni sulle montagne. Il Panjshir fu l'unica parte dell'Afghanistan che seppe resistere all'aggressione e al controllo degli invasori, respingendo nove offensive sovietiche nella valle.

### Resistenza contro i talebani
La vallata sarebbe diventata una delle basi più importanti dell'Alleanza del Nord, organizzazione politico-militare che vide tra i suoi fondatori Mas'ud creata nel 1996 con i signori della guerra e i loro gruppi di combattenti di altre province afghane per la resistenza contro i talebani che quell'anno avevano preso il potere in Afghanistan, al termine della guerra civile. Anche i talebani lanciarono diverse offensive contro il Panjshir, che furono a loro volta respinte dai locali mujaheddin e, come nella lotta contro i sovietici, la valle rimase inespugnata.
Il 9 settembre 2001 il comandante Mas'ud fu assassinato da emissari di Al Qaeda travestiti da giornalisti, due giorni prima degli attentati dell'11 settembre 2001 compiuti negli Stati Uniti. Il mese dopo, le forze armate statunitensi e della NATO diedero il via alla guerra in Afghanistan con la quale posero fine al dominio talebano nel paese con l'appoggio dell'Alleanza del Nord. Si svilupparono quindi ribellioni in altre province afghane contro l'invasione degli occidentali, che furono invece accolti come liberatori dall'unita popolazione del Panjshir; ebbe così inizio un periodo di rinascita, durante il quale fu rimessa in sesto l'agricoltura, costruite nuove case, ponti, strade, scuole, pozzi ecc. Furono inoltre installati diversi ripetitori e per la prima volta nell'isolata valle si poterono avere normali collegamenti radio e televisivi, e utilizzare i telefoni cellulari.
L'accordo di Doha del 2020 tra i talebani e gli Stati Uniti diede il via al ritiro delle forze armate di occupazione della NATO in Afghanistan. L'esercito regolare afghano non oppose resistenza all'offensiva militare iniziata nel maggio 2021 con cui i talebani ripresero il controllo del Paese. Il 14 agosto il governo ed il presidente Ashraf Ghani si diedero alla fuga e poche ore dopo i talebani entrarono trionfalmente a Kabul. In quei giorni fu portata a termine l'evacuazione delle forze NATO e la valle divenne nuovamente il luogo di raduno delle forze ostili ai talebani, riunite sotto la bandiera della Resistenza del Panjshir guidata da Ahmad Massoud, figlio del comandante Mas'ud, e Amrullah Saleh, che era vicepresidente di Ashraf Ghani. Nei giorni successivi fallirono i negoziati tra la resistenza e i talebani, i quali il 2 settembre sferrarono il primo attacco nella valle. Il 6 settembre, il nuovo regime di Kabul annunciò che nella notte era stata portata a termine l'occupazione della valle e furono diffusi filmati in cui si vedevano talebani innalzare la propria bandiera in un centro abitato, sostenendo che si trattasse del capoluogo provinciale Bazarak. I membri della resistenza negarono che la provincia fosse tutta sotto il controllo talebano e annunciarono che erano pronti a continuare a combattere. Lo stesso giorno Massoud è fuggito in Tagikistan.

## Economia e risorse naturali
La Vallata del Panjshir ha tutte le potenzialità di diventare il principale centro dell'estrazione mineraria dello smeraldo. Ai primi del I secolo, anche Plinio il Vecchio parlò delle pietre preziose della regione. Nel Medioevo, il Panjshir fu famoso per le sue miniere d'argento: di fatto, la dinastia saffaride e quella samanide provvidero poi a coniare qui le loro monete. Nel 1985, pietre preziose superiori ai 190 carati sono state rinvenute nel Panjshir, del tutto simili per qualità ai noti smeraldi della miniera di Muzo in Colombia. L'impegno ricostruttivo statunitense in Afghanistan avviò una fase espansiva di sviluppo dell'economia e garantì un miglioramento delle condizioni di vita agli abitanti della valle. Un parco eolico basato su 10 turbine alimentate dal vento fu costruito nel Panjshir nel 2008.